# Tipula (Platytipula) acifera
Tipula (Platytipula) acifera is een tweevleugelige uit de familie langpootmuggen (Tipulidae). De soort komt voor in het Palearctisch gebied.